# Міске
Міске (ісп. Mizque) — місто в болівійському департаменті Кочабамба. 

## Географія
Міске розташований майже у центрі країни у передгір'ї плато Альтіплано.

### Клімат
Місто знаходиться у зоні, котра характеризується океанічним кліматом субтропічних нагір'їв. Найтепліший місяць — листопад із середньою температурою 19.1 °C (66.4 °F). Найхолодніший місяць — липень, із середньою температурою 13.7 °С (56.7 °F).
| Клімат Міске            | Клімат Міске | Клімат Міске | Клімат Міске | Клімат Міске | Клімат Міске | Клімат Міске | Клімат Міске | Клімат Міске | Клімат Міске | Клімат Міске | Клімат Міске | Клімат Міске | Клімат Міске |
| Показник                | Січ.         | Лют.         | Бер.         | Квіт.        | Трав.        | Черв.        | Лип.         | Серп.        | Вер.         | Жовт.        | Лист.        | Груд.        | Рік          |
| Середня температура, °C | 18,5         | 18,2         | 18,2         | 17,3         | 15,5         | 13,9         | 13,7         | 15,1         | 16,8         | 18,5         | 19,1         | 18,8         | 17           |
| Норма опадів, мм        | 133.4        | 113.1        | 76           | 23.2         | 3            | 1.3          | 1.1          | 3.2          | 5.9          | 16.6         | 53.5         | 111.4        | 541.7        |
| Днів з опадами          | 15,5         | 12,4         | 10,6         | 5            | 1,9          | 1,1          | 1,1          | 2,1          | 3,9          | 5,9          | 8,7          | 12,3         | 80,5         |
| Вологість повітря, %    | 69.6         | 70.8         | 70.2         | 66.5         | 60.9         | 59.9         | 58.2         | 56.8         | 57.2         | 59.7         | 63           | 67.3         | 63.3         |
| ----------------------- | ------------ | ------------ | ------------ | ------------ | ------------ | ------------ | ------------ | ------------ | ------------ | ------------ | ------------ | ------------ | ------------ |
| Джерело: Weatherbase    |              |              |              |              |              |              |              |              |              |              |              |              |              |